# Gesetz zur Verhütung erbkranken Nachwuchses

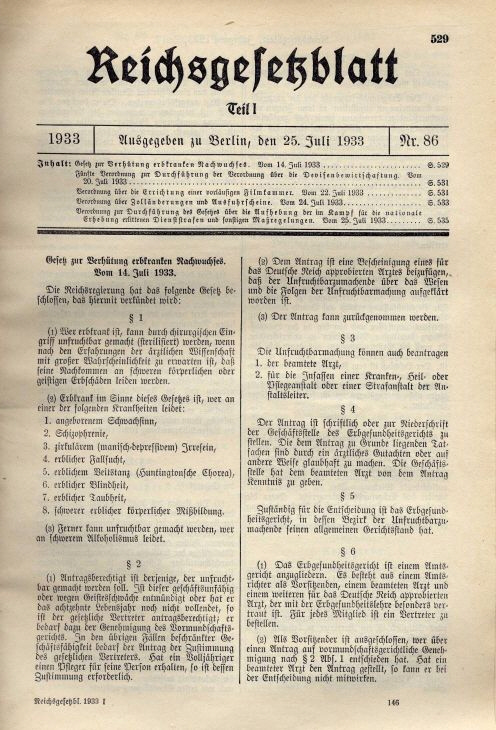
Reichsgesetzblatt vom 25. Juli 1933

Das Gesetz zur Verhütung erbkranken Nachwuchses (nichtamtlich auch Erbgesundheitsgesetz, GzVeN) vom 14. Juli 1933 (RGBl. I S. 529) war ein deutsches Sterilisationsgesetz. Es trat zum 1. Januar 1934 in Kraft. Das Gesetz diente im NS-Staat der sogenannten Rassenhygiene durch „Unfruchtbarmachung“ vermeintlicher „Erbkranker“ und Alkoholiker. Die Sterilisationsverfahren wurden durch Gutachten von sogenannten Erbgesundheitsgerichten legalisiert. Die Sterilisation wurde auf Antrag (des Betroffenen, überwiegend maßgeblich aber des beamteten Arztes oder „für die Insassen einer Kranken-, Heil- oder Pflegeanstalt oder einer Strafanstalt“ des Anstaltsleiters) durchgeführt, über den Erbgesundheitsgerichte entschieden, die einem Amtsgericht angegliedert waren. Dadurch wurde die eugenische Zwangssterilisation legalisiert.
Andererseits verbot § 14 Sterilisationen ohne medizinische Indikation (also zwecks Familienplanung); sie wurden zunächst als schwere Körperverletzung, von 1943 bis 1945 nach § 226b StGB bestraft.

## Entstehungsgeschichte
Das Gesetz basierte auf einem bereits vor der nationalsozialistischen Machtübernahme geplanten Entwurf, welcher 1932 vom preußischen Gesundheitsamt unter Federführung von Eugenikern wie Hermann Muckermann, Arthur Ostermann, dem zweiten Direktor des Berliner Kaiser-Wilhelm-Instituts für Biologie, Richard Goldschmidt, und anderen ausgearbeitet wurde. Der Entwurf enthielt Sterilisationen auf freiwilliger Basis; allerdings erfuhr dieser Punkt bei den Beratungen Kritik seitens des Gesundheitsexperten der sozialdemokratischen Fraktion im preußischen Parlament Benno Chajes, welcher mit Hinweis auf Gesetzgebung in einigen Bundesstaaten der USA und dem Schweizer Kanton Waadt Zwangssterilisation für bestimmte Fälle vorschlug. Außerdem forderte er, neben der eugenischen und medizinischen auch soziale Indikationen in den Entwurf einzuführen. Obwohl dieser Gesetzesvorschlag breite Unterstützung erhielt, wurde er auch auf Grund des politischen Chaos infolge der Absetzung der preußischen Regierung nicht mehr Gesetz.
Im Gegensatz zu diesem frühen Gesetzentwurf, welcher Sterilisation auf freiwilliger Basis vorsah, war das unter den Nationalsozialisten beschlossene Gesetz in mehreren Punkten verschärft; so war nun die Möglichkeit der Zwangssterilisation gegeben, die von Amtsärzten oder Anstaltsleitern der „Kranken-, Heil-, Pflege- oder Strafanstalten“ beantragt werden konnte (§ 3).
Das Gesetz wurde am 14. Juli 1933 verabschiedet. Der regierungsamtliche Gesetzeskommentar einschließlich zweier fachchirurgischer Beiträge erschien 1934 im J.F. Lehmanns Verlag, München: Arthur Gütt, Ernst Rüdin, Falk Ruttke: „Gesetz zur Verhütung erbkranken Nachwuchses vom 14. Juli 1933“.

### Erweiterung des Gesetzes ab 1935
Die erste Änderung des Sterilisationsgesetzes, das „Gesetz zur Änderung des Gesetzes zur Verhütung erbkranken Nachwuchses“ vom 26. Juni 1935 (RGBl. I S. 773), erlaubte einerseits die Kastration von Homosexuellen, die nach § 175 verurteilt worden waren, sofern „sie nach amts- oder gerichtsärztlichem Gutachten erforderlich ist, um [sie] von einem entarteten Geschlechtstrieb zu befreien“. Erforderlich war dazu auch die „Einwilligung“ der Betroffenen. Bis Mitte 1943 wurden 2300 Männer auf dieser Gesetzesgrundlage „entmannt“.
Andererseits wurde das Sterilisationsgesetz zu einem Abtreibungsgesetz erweitert. Bei Abtreibungen aus rassenhygienischen Gründen oder bei medizinischer Indikation wurde Straffreiheit zugesichert und bei „erbkranken“ Schwangeren die Sterilisation mit Abtreibung gekoppelt, d. h., nur wenn eine Zwangssterilisation beschlossen worden war, fand bis einschließlich zum 6. Monat auch eine eugenische Abtreibung statt. Dies betraf „erbgesunde“ Frauen nicht, die von einem „erbkranken“ Mann schwanger waren. Zunächst verlangte das Gesetz die Einwilligung der Schwangeren, allerdings legte Artikel 3 der Vierten Verordnung zur Ausführung des Gesetzes zur Verhütung erbkranken Nachwuchses vom 18. Juli 1935 (RGBl. I S. 1035), dass der Eingriff auch bei Einwilligung „des gesetzlichen Vertreters oder des Pflegers“ vorgenommen werden könne, wenn der Frau „die Bedeutung der Maßnahme nicht verständlich gemacht werden“ konnte. Aufgrund Artikel 6 Absatz 2 der Vierten Verordnung wurden 1936 Richtlinien für Schwangerschaftsunterbrechung und Unfruchtbarmachung aus gesundheitlichen Gründen vom Reichsinnenministerium herausgegeben, die festlegten, unter welchen Voraussetzungen solche gesundheitlichen Gründe vorhanden waren. Das Ministerium bildete außerdem Gutachterstellen, die darüber entschieden, ob gesundheitliche Gründe die Unterbrechung der Schwangerschaft oder die Unfruchtbarmachung erfordern. Die Leiter der Gutachterstellen mussten „arischer Abstammung“ im Sinne der Ersten Verordnung zur Durchführung des Gesetzes zur Wiederherstellung des Berufsbeamtentums sein (Artikel 7 Absatz 1 der Vierten Verordnung vom 18. Juli 1935). Die Einleitung eines Verfahrens vor der Gutachterterstelle konnte nicht die Schwangere selbst, sondern nur ein approbierter Arzt beantragen (Artikel 8).

## Zielgruppen und Auswirkungen
Das Gesetz gab eine Liste der Krankheiten vor, die als „Erbkrankheiten“ angesehen wurden.

„Erbkrank im Sinne dieses Gesetzes ist, wer an einer der folgenden Krankheiten leidet:
1. angeborenem Schwachsinn,
2. Schizophrenie,
3. zirkulärem (manisch-depressivem) Irresein,
4. erblicher Fallsucht,
5. erblichem Veitstanz (Huntingtonsche Chorea),
6. erblicher Blindheit,
7. erblicher Taubheit,
8. schwerer erblicher körperlicher Mißbildung.“

Ferner könne unfruchtbar gemacht werden, wer an schwerem Alkoholismus leide.
Neben eugenisch motiviertenEingriffen legalisierte das Gesetz auch „medizinisch indizierte“ Sterilisationen und Kastrationen.  Unter die geschlechterneutrale Formulierung „Entfernung der Keimdrüsen“ oder „Entkeimung“ wurde dabei auch die Kastration (beidseitige Eierstockentfernung) von Frauen subsumiert.
Die Zahl der Sterilisationsanträge sank nach 1936. Mit Beginn des Zweiten Weltkriegs wurden die Sterilisationen am 31. August 1939 durch eine Verordnung beschränkt. Nach einem Anstieg im Jahr 1940 nahm die Zahl der Sterilisationsanträge bis 1944 kontinuierlich ab. Angesichts des „totalen Kriegseinsatzes“ wurde der Geschäftsbetrieb der Erbgesundheitsobergerichte zum 1. Dezember 1944 eingestellt. In der Provinz Brandenburg wurden die Aufgaben der Erbgesundheitsgerichte per Verordnung des Reichsjustizministeriums vom Erbgesundheitsgericht Berlin übernommen.
Bis Mai 1945 wurden zwischen 300.000 und 400.000 Menschen nach einem entsprechenden Urteil der Erbgesundheitsgerichte in regionalen Krankenhäusern zwangssterilisiert. Bei über der Hälfte der Betroffenen war als Grund „Schwachsinn“ angegeben.
Insgesamt kamen durch Anwendung des Gesetzes 5000 bis 6000 Frauen und ungefähr 600 Männer durch Komplikationen während der medizinischen Prozedur um, viele litten außerdem an gesundheitlichen Folgeschäden.

## Umgang mit dem Gesetz nach 1945
Das GzVeN wurde nach der deutschen Kapitulation im Mai 1945 wie ein Großteil der in der Zeit des Nationalsozialismus erlassenen Gesetze nicht durch die Kontrollratsgesetze aufgehoben und galt fort. Im Kontrollratsdirektorat sprach sich der Chef der Rechtsabteilung der US-amerikanischen Militärregierung Charles H. Fahy für eine vorläufige Suspendierung des Gesetzes aus, bis eine Anwendung eventuell wieder im öffentlichen Interesse liege. Einige Länder trafen daraufhin eigene Regelungen:
- In Thüringen wurde das Gesetz am 20. August 1945 aufgehoben.
- Bayern hob das Gesetz am 20. November 1945 auf.
- Nach einer in Hessen am 16. Mai 1946 verfügten Verordnung war das Gesetz bis auf weiteres nicht mehr anzuwenden.
- Württemberg-Baden setzte das Gesetz durch ein am 24. Juli 1946 erlassenes Gesetz aus.

Die sowjetische Militäradministration befahl in der SBZ am 8. Januar 1946 die Aufhebung des Gesetzes. Die britische Besatzung erließ am 28. Juli 1947 eine Verordnung über die Wiederaufnahme von Erbgesundheitsverfahren. Allerdings gab es keine Erbgesundheitsgerichte mehr, sodass das Gesetz nicht mehr praktisch angewandt wurde.
Nach der Gründung der Bundesrepublik Deutschland 1949 galt das Gesetz teilweise weiterhin fort, während es in der DDR aufgehoben blieb. Soweit Vorschriften des GzVeN dem Grundgesetz der Bundesrepublik Deutschland widersprachen (Artikel 123 Abs. 1 GG), endete deren Gültigkeit mit dem Inkrafttreten desselben.
Seit Beginn der 1950er Jahre kam es aus der Ärzteschaft und Justiz der Bundesrepublik zu Forderungen für eine neue Einführung und Regelung von eugenischen Zwangssterilisationen, die sich aber nicht durchsetzen ließen.
Die Bundesregierung erklärte am 7. Februar 1957 vor dem Deutschen Bundestag:

„Das Gesetz zur Verhütung erbkranken Nachwuchses vom 14. Juli 1933 ist kein typisch nationalsozialistisches Gesetz, denn auch in demokratisch regierten Ländern – z. B. Schweden, Dänemark, Finnland und in einigen Staaten der USA – bestehen ähnliche Gesetze; das Bundesentschädigungsgesetz gewährt aber grundsätzlich Entschädigungsleistungen nur an Verfolgte des NS-Regimes und in wenigen Ausnahmefällen an Geschädigte, die durch besonders schwere Verstöße gegen rechtsstaatliche Grundsätze Schäden erlitten haben.“

Somit waren die Opfer des Gesetzes nicht berechtigt zum Erhalt von Entschädigungen nach dem Bundesentschädigungsgesetz.
Der Bundesgerichtshof entschied 1964, dass zwecks Familienplanung vorgenommene Sterilisationen nicht wie von 1933 bis 1943 als schwere Körperverletzung strafbar sind, da die Aufhebung des § 226b StGB durch den Alliierten Kontrollrat die Wiederanwendbarkeit der älteren Vorschrift auf freiwillige Sterilisationen ausschließe (Az. 5 StR 78/64).
Noch gültige Vorschriften des GzVeN über Maßnahmen mit Einwilligung des Betroffenen wurden durch Artikel 8 Nr. 1 des Gesetzes vom 18. Juni 1974 (BGBl. I S. 1297) aufgehoben.

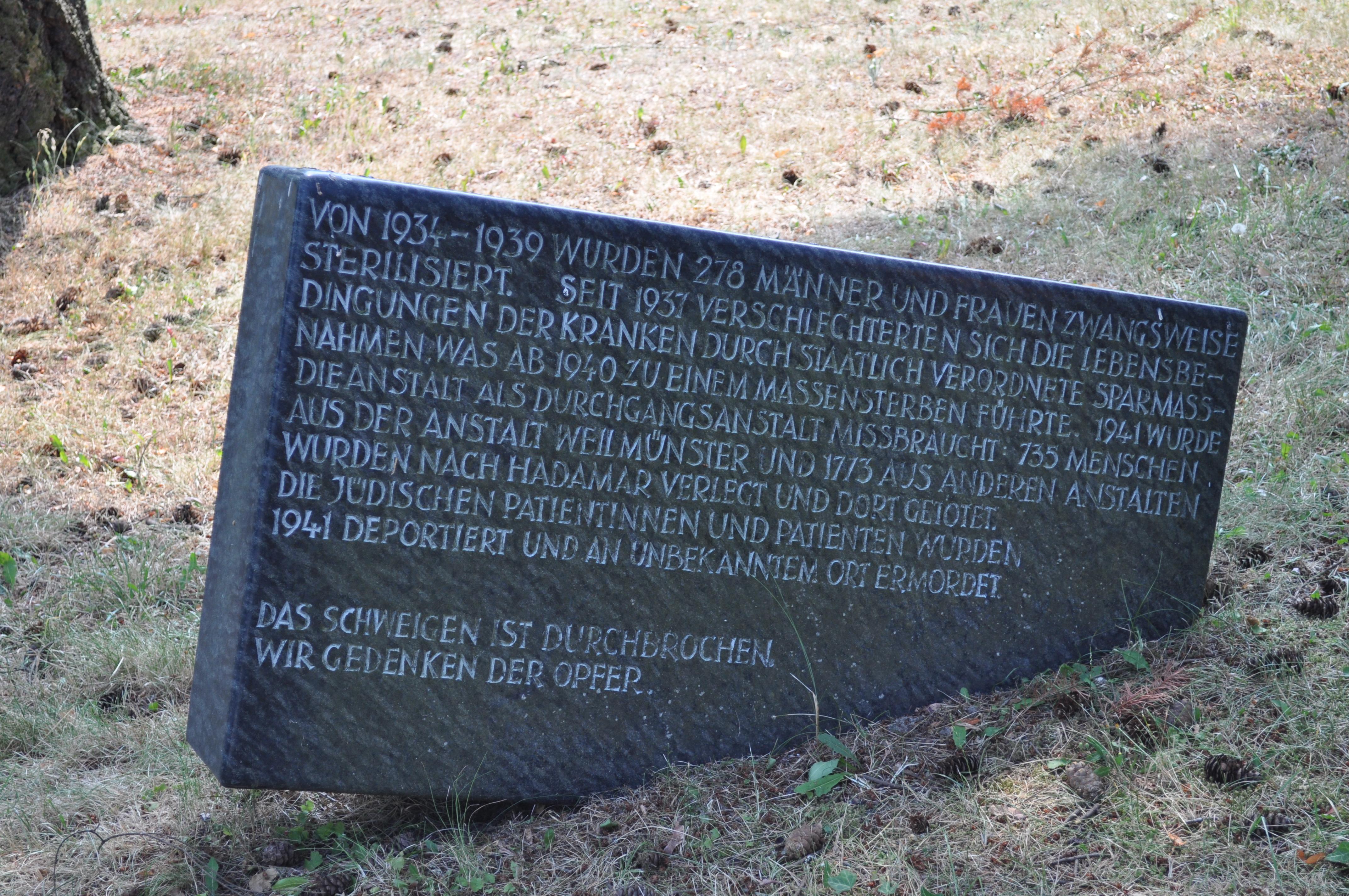
Gedenkstein im Klinikum Weilmünster an die Opfer der NS-Zwangssterilisierung

Im Jahre 1988 ächtete der Bundestag die auf Grundlage des GzVeN durchgeführten Zwangssterilisierungen. Im Beschluss heißt es:
1. „Der Deutsche Bundestag stellt fest, dass die in dem Gesetz zur Verhütung erbkranken Nachwuchses vom 14. Juli 1933 vorgesehenen und auf der Grundlage dieses Gesetzes während der Zeit von 1933 bis 1945 durchgeführten Zwangssterilisierungen nationalsozialistisches Unrecht sind.“
2. „Der Deutsche Bundestag ächtet die Maßnahmen, die ein Ausdruck der inhumanen nationalsozialistischen Auffassung vom ‚lebensunwerten Leben‘ sind.“
3. „Den Opfern der Zwangssterilisierung und ihren Angehörigen bezeugt der Deutsche Bundestag Achtung und Mitgefühl.“

Am 25. August 1998 verabschiedete der Bundestag das Gesetz zur Aufhebung von Sterilisationsentscheidungen der ehemaligen Erbgesundheitsgerichte (SterilEntschAufhG). Damit wurden die eine Unfruchtbarmachung anordnenden und noch rechtskräftigen Beschlüsse, die von den Gerichten aufgrund des Gesetzes zur Verhütung erbkranken Nachwuchses erlassen worden waren, aufgehoben.
2007 wurde das GzVeN „in seiner Ausgestaltung und Anwendung“ vom Deutschen Bundestag als „nationalsozialistisches Unrecht“ geächtet. Die Opfer des GzVeN werden jedoch bis zum heutigen Tage nicht als Verfolgte des Nationalsozialismus anerkannt und haben so keinen Rechtsanspruch auf Entschädigung nach dem Bundesentschädigungsgesetz.

## Bekannte Opfer des Gesetzes
- Dorothea Buck, Autorin, Bildhauerin und bedeutende Persönlichkeit der Bewegung Psychiatrie-Erfahrener
- Elisabeth Herrmann, deutsche Gebrauchsgrafikerin und Schriftstellerin
- Elfriede Lohse-Wächtler, deutsche bildende Künstlerin
- Paul Wulf, Aktivist für die Entschädigung der Zwangssterilisierten

## Zeitgenössische Quellen
Gesetzblätter:

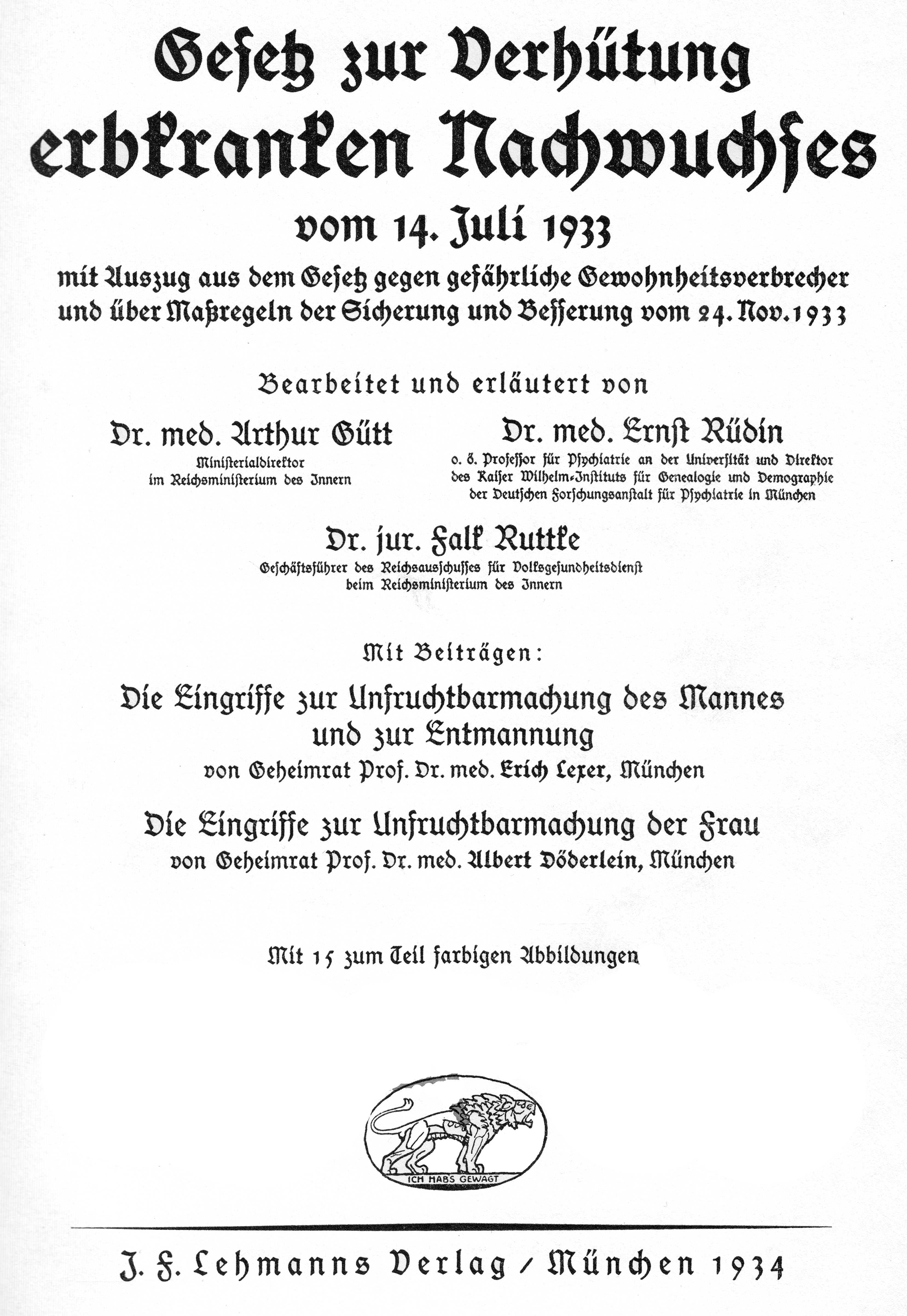
Gesetzeskommentar von Arthur Gütt, Ernst Rüdin und Falk Ruttke (1934)

- Gesetz zur Verhütung erbkranken Nachwuchses. Vom 14. Juli 1933. (RGBl. I S. 529).
- Verordnung zur Ausführung des Gesetzes zur Verhütung erbkranken Nachwuchses. Vom 5. Dezember 1933. (RGBl. I S. 1021).
- Zweite Verordnung zur Ausführung des Gesetzes zur Verhütung erbkranken Nachwuchses. Vom 29. Mai 1934. (RGBl. I S. 475).
- Dritte Verordnung zur Ausführung des Gesetzes zur Verhütung erbkranken Nachwuchses. Vom 25. Februar 1935. (RGBl. I S. 289).
- Gesetz zur Änderung des Gesetzes zur Verhütung erbkranken Nachwuchses. Vom 26. Juni 1935. (RGBl. I S. 773).
- Vierte Verordnung zur Ausführung des Gesetzes zur Verhütung erbkranken Nachwuchses. Vom 18. Juli 1935. (RGBl. I S. 1035) Inkrafttreten am Tage nach der Verkündung, Artikel 5-8 am 1. Oktober 1935.
  - Gesetz zum Schutze der Erbgesundheit des deutschen Volkes (Ehegesundheitsgesetz). Vom 18. Oktober 1935. (RGBl. I S. 1246) Inkrafttreten am Tag nach der Verkündung, § 2 bestimmt der Reichsminister des Inneren.
  - Erste Verordnung zur Durchführung des Ehegesundheitsgesetzes. Vom 29. November 1935. (RGBl. I S. 1419) (online bei ALEX).
- Zweites Gesetz zur Änderung des Gesetzes zur Verhütung erbkranken Nachwuchses. Vom 4. Februar 1936. (RGBl. I S. 119).
- Fünfte Verordnung zur Ausführung des Gesetzes zur Verhütung erbkranken Nachwuchses. Vom 25. Februar 1936. (RGBl. I S. 122) Inkrafttreten am 1. Mai 1936.
- Sechste Verordnung zur Ausführung des Gesetzes zur Verhütung erbkranken Nachwuchses. Vom 23. Dezember 1936. (RGBl. I S. 1149).
- Verordnung zur Durchführung des Gesetzes zur Verhütung erbkranken Nachwuchses und des Ehegesundheitsgesetzes. Vom 31. August 1939. (Betrifft nicht die Ostmark und den Reichsgau Sudetenland)  RGBl. I Nr. 157, 1. September 1939, S. 1560–1561 (Inkrafttreten am Tag der Verkündung; online bei ALEX).
- Verordnung über die Einführung des Gesetzes zur Verhütung erbkranken Nachwuchses und des Gesetzes zum Schutze der Erbgesundheit des deutschen Volkes in der Ostmark. Vom 14. November 1939. (RGBl. I S. 2230) Inkrafttreten am 1. Januar 1940 online bei ALEX.
  - Zweite Verordnung zur Durchführung des Ehegesundheitsgesetzes. Vom 22. Oktober 1941. (RGBl. I S. 650) Inkrafttreten am 1. Dezember 1941, Außerkrafttreten wenn § 2 des Ehegesundheitsgesetzes vom 18. Oktober 1935 in Kraft tritt.
- Siebente Verordnung zur Ausführung des Gesetzes zur Verhütung erbkranken Nachwuchses. Vom 14. November 1944. (RGBl. I S. 330) Inkrafttreten am 1. Dezember 1944.
- Österreich:
  - Kundmachung der Provisorischen Staatsregierung vom 29. Mai 1945, betreffend die Aufhebung des Gesetzes zur Verhütung erbkranken Nachwuchses (3. Kundmachung über die Aufhebung von Rechtsvorschriften des Deutschen Reiches). In: StGBl. Nr. 17/1945
  - Gesetz vom 26. Juni 1945 über Maßnahmen auf dem Gebiete des Eherechtes, des Personenstandsrechtes und des Erbgesundheitsrechtes. In: StGBl. Nr. 31/1945

Literatur:
- Arthur Gütt, Ernst Rüdin und Falk Ruttke: Gesetz zur Verhütung erbkranken Nachwuchses vom 14. Juli 1933. Mit Auszug aus dem Gesetz gegen gefährliche Gewohnheitsverbrecher und über Maßregeln der Sicherung und Besserung vom 24. Nov. 1933. Lehmann, München 1934; zweite, neubearbeitete Auflage 1936.
- Reichsärztekammer (Hrsg.): Richtlinien für Schwangerschaftsunterbrechung und Unfruchtbarmachung aus gesundheitlichen Gründen. Bearbeitet von Hans Stadler. J. F. Lehmanns Verlag, München 1936, S. 9–25 (Rechtsvorschriften).